# Adrian Igrișan
Adrian „Baciu” Igrișan (n. 8 iunie 1972, Arad, România) este vocalistul formației Cargo. Igrișan cântă de la vârsta de 13 ani. Pentru început, acesta a cântat la baterie, un an mai târziu începându-și activitatea ca vocalist, de atunci urmând aproximativ 22 de ani de studii canto și tehnici vocale, fiind autodidact. Pe lângă altele, Baciu cântă și la chitară, bas, clape și altele, însă abilitățile de instrumentist nefiind perfecționate, axându-se în special pe compoziții mai mult decât pe virtuozitatea unui instrument.

## Familia și începuturile
Adrian Igrișan s-a născut în Arad, mama sa fiind născută în Arad, bunica sa fiind născută la Constantinopole, străbunicul său fiind absolvent al Conservatorului din Roma, iar străbunica lui era grecoaică. Ambiția lui la început era aceea de a deveni baterist, urmând în această direcție cursurile Școlii Populare de Arte, însă trupa din cartier avea nevoie de un vocalist, așa a ajuns Baciu să cânte vocal. Trupa se numea ABiS. Mai târziu, datorită faptului că nu își putea exprima ideile, a început studiul chitarei și a altor instrumente și între timp a studiat și canto clasic. După cum afirma într-un interviu, „Niciodată nu mi-am dorit să excelez la un instrument din punct, dar din punct de vedere tehnic, mi-am dorit să învăț mai multe, pentru a avea o privire de ansamblu, să pot compune, pentru că mi se pare mult mai importantă o piesă bună, decât un solo bun.”
Prima mea trupă a fost „ABIS”, am mai cântat cu câteva formule până în 1992,când am intrat în trupa RIFF ,unde am cântat până în 1994 și am înregistrat albumul „Doi străini”, din 1995 până în prezent cânt în trupa CARGO. Igrișan a mai cântat pentru o perioadă și în trupa Transilvania.

## Cu trupa RIFF
În anul 1992, Igrișan intră pe postul de vocalist în trupa Sibiană RIFF, cu care participă la Festivalul Internațional „Rock ’92” de la Arenele Romane din București, alături de toate marile nume din rock-ul românesc. 
În perioada 21-24 iulie, 29-31 august 1994, Igrișan înregistrează la Cluj, împreună cu trupa RIFF albumul „Doi străini”. Discul include 12 piese între care și „Plouă la Woodstock”, cântec prin care Florin Grigoraș aduce un omagiu Festivalului de la Woodstock și muzicii care s-a cântat acolo și care i-a influențat întreaga carieră artistică.

## Cu trupa Cargo
În 1995, Adi Igrișan părăsește trupa RIFF după ce a cântat împreună cu trupa Cargo într-un concert de susținere pentru Ovidiu Ioncu „Kempes” care suferise un accident de motocicletă. După concertul menționat, Igrișan rămâne în trupa Cargo pentru a-l suplini pe Kempes până la refacerea acestuia, iar după ce acesta s-a refăcut îndeajuns pentru a reveni pe scenă, Igrișan a rămas pe post de vocea a 2-a și chitarist-armonie. În anul 2003, Kempes pleacă în Australia, iar astfel Baciu obține postul de vocalist principal al trupei. În anul 2007 trupa Cargo, avându-l ca vocalist pe Adi Igrișan, înregistrează 22 de piese pentru albumul aniversar "XXII", care marca 22 de ani de activitate muzicală a trupei. 

## Discografie
Cu RIFF
- Doi străini - 1994. Conține piesele:

Golf
Când sunt cu tine
Plouă la Woodstock
Caii de lemn
Șaisprezece ani
Ne von întoarce
Doi străini
Despărțiți pentru un timp
Zori de zi
Rock n' Roll
Tu mă strigi
Amintire
Cu Cargo
- Spiritus Sanctus - CD, album, 2003. Contine piesele:

I Spiritus Sanctus
II Nu Pot Trăi Fără Tine
III Fraiere
IV Dacă Ploaia S-ar Opri (Ploaia)
V Călare Pe Motoare (Hora Pe Motoare)
VI E Vreo Problemă? (În Gât Să Ți-o Proptesc)
VII Toamna
VIII Spiritus Sanctus (Varianta Scurtă)
IX Mama
X Bagă-ți Mințile În Cap
- XXII, dublu disc - 2007 (Best of). Conține piesele:

CD1
Ana
Anarhia
Aproape de voi
Astăzi și mâine
Bagă-ți mințile în cap
Ca o stea
Călare pe motoare
Dacă ploaia s-ar opri
Destin
Doi pași în urma ta
Erată
Frunză verde
CD2
Ielele
Mama
Nu mai am țigări
Nu pot trăi fără tine
Povestiri din gară
Spiritus sanctus
Spune-mi de ce
Țepeș
Zi de zi
Ziua vrăjitoarelor
- Single-uri

A 5-a dimensiune - 2012
Nu mă lăsa să-mi fie dor - 2014
Românie, te strig! - 2018